# Top League (2009/2010)
Top League 2009/2010 – siódma edycja Top League, najwyższego poziomu rozgrywek w rugby union w Japonii. Organizowane przez Japan Rugby Football Union zawody odbyły się w dniach 4 września 2009 – 31 stycznia 2010 roku, a tytułu bronił zespół Toshiba Brave Lupus.

## Faza zasadnicza
| 4 września 200919:30 | Sanyo Wild Knights | 24:18(13:15) | Toshiba Brave Lupus | Chichibunomiya Rugby Stadium, Tokio Widzów: 12 796 Sędzia: Shinji Aida |
| 4 września 200919:30 |                    | 24:18(13:15) |                     | Chichibunomiya Rugby Stadium, Tokio Widzów: 12 796 Sędzia: Shinji Aida |

| 5 września 200917:00 | Ricoh Black Rams | 23:15(3:3) | Honda Heat | Chichibunomiya Rugby Stadium, Tokio Widzów: 5 462 Sędzia: Kyosuke Toda |
| 5 września 200917:00 |                  | 23:15(3:3) |            | Chichibunomiya Rugby Stadium, Tokio Widzów: 5 462 Sędzia: Kyosuke Toda |

| 5 września 200917:00 | Coca-Cola West Red Sparks | 19:12(3:6) | Kintetsu Liners | Level-5 Stadium, Fukuoka Widzów: 4 503 Sędzia: Shinsuke Shimoi |
| 5 września 200917:00 |                           | 19:12(3:6) |                 | Level-5 Stadium, Fukuoka Widzów: 4 503 Sędzia: Shinsuke Shimoi |

| 5 września 200918:00 | Toyota Verblitz | 18:18(9:9) | Yamaha Júbilo | Mizuho Rugby Stadium, Nagoja Widzów: 5 288 Sędzia: Masahiro Sakuraoka |
| 5 września 200918:00 |                 | 18:18(9:9) |               | Mizuho Rugby Stadium, Nagoja Widzów: 5 288 Sędzia: Masahiro Sakuraoka |

| 5 września 200918:00 | Kobelco Steelers | 24:24(12:17) | Suntory Sungoliath | Osaka Nagai Second Stadium, Osaka Widzów: 7 964 Sędzia: Taizō Hirabayashi |
| 5 września 200918:00 |                  | 24:24(12:17) |                    | Osaka Nagai Second Stadium, Osaka Widzów: 7 964 Sędzia: Taizō Hirabayashi |

| 5 września 200919:01 | NEC Green Rockets | 11:29(8:10) | Kubota Spears | Chichibunomiya Rugby Stadium, Tokio Widzów: 6 569 Sędzia: Taku Otsuki |
| 5 września 200919:01 |                   | 11:29(8:10) |               | Chichibunomiya Rugby Stadium, Tokio Widzów: 6 569 Sędzia: Taku Otsuki |

| 5 września 200919:00 | Fukuoka Sanix Blues | 25:15(14:8) | Kyuden Voltex | Level-5 Stadium, Fukuoka Widzów: 6 046 Sędzia: Kazuhito Taniguchi |
| 5 września 200919:00 |                     | 25:15(14:8) |               | Level-5 Stadium, Fukuoka Widzów: 6 046 Sędzia: Kazuhito Taniguchi |

| 12 września 200917:01 | NEC Green Rockets | 6:29(6:12) | Toshiba Brave Lupus | Kashiwanoha Park Stadium, Kashiwa Widzów: 3 514 Sędzia: Kazuhito Taniguchi |
| 12 września 200917:01 |                   | 6:29(6:12) |                     | Kashiwanoha Park Stadium, Kashiwa Widzów: 3 514 Sędzia: Kazuhito Taniguchi |

| 12 września 200917:00 | Kintetsu Liners | 31:3(14:3) | Kyuden Voltex | Stadium Nagai, Osaka Widzów: 4 430 Sędzia: Anthony Lothian |
| 12 września 200917:00 |                 | 31:3(14:3) |               | Stadium Nagai, Osaka Widzów: 4 430 Sędzia: Anthony Lothian |

| 12 września 200918:00 | Coca-Cola West Red Sparks | 13:46(6:25) | Suntory Sungoliath | Nagasaki Athletic Stadium, Isahaya Widzów: 2 638 Sędzia: Masahiro Sakuraoka |
| 12 września 200918:00 |                           | 13:46(6:25) |                    | Nagasaki Athletic Stadium, Isahaya Widzów: 2 638 Sędzia: Masahiro Sakuraoka |

| 12 września 200918:00 | Kubota Spears | 18:11(15:11) | Yamaha Júbilo | Chichibunomiya Rugby Stadium, Tokio Widzów: 1 786 Sędzia: Shinji Aida |
| 12 września 200918:00 |               | 18:11(15:11) |               | Chichibunomiya Rugby Stadium, Tokio Widzów: 1 786 Sędzia: Shinji Aida |

| 12 września 200918:00 | Honda Heat | 19:45(7:26) | Toyota Verblitz | Suzuka Sports Garden, Suzuka Widzów: 4 816 Sędzia: Tetsuhiko Kawano |
| 12 września 200918:00 |            | 19:45(7:26) |                 | Suzuka Sports Garden, Suzuka Widzów: 4 816 Sędzia: Tetsuhiko Kawano |

| 12 września 200919:03 | Kobelco Steelers | 12:9(5:3) | Fukuoka Sanix Blues | Stadium Nagai, Osaka Widzów: 6 768 Sędzia: Kyosuke Toda |
| 12 września 200919:03 |                  | 12:9(5:3) |                     | Stadium Nagai, Osaka Widzów: 6 768 Sędzia: Kyosuke Toda |

| 13 września 200915:02 | Ricoh Black Rams | 22:44(22:13) | Sanyo Wild Knights | ND Soft Stadium Yamagata, Tendō Widzów: 1 541 Sędzia: Shinsuke Shimoi |
| 13 września 200915:02 |                  | 22:44(22:13) |                    | ND Soft Stadium Yamagata, Tendō Widzów: 1 541 Sędzia: Shinsuke Shimoi |

| 19 września 200917:00 | Suntory Sungoliath | 72:7(27:0) | Kyuden Voltex | Chichibunomiya Rugby Stadium, Tokio Widzów: 4 664 Sędzia: Shuhei Kubo |
| 19 września 200917:00 |                    | 72:7(27:0) |               | Chichibunomiya Rugby Stadium, Tokio Widzów: 4 664 Sędzia: Shuhei Kubo |

| 19 września 200917:00 | Kobelco Steelers | 15:16(12:6) | Kubota Spears | Nishikyogoku Athletic Stadium, Kioto Widzów: 3 359 Sędzia: Akihisa Aso |
| 19 września 200917:00 |                  | 15:16(12:6) |               | Nishikyogoku Athletic Stadium, Kioto Widzów: 3 359 Sędzia: Akihisa Aso |

| 19 września 200918:01 | Toyota Verblitz | 20:3(3:0) | Kintetsu Liners | Toyota Stadium, Toyota Widzów: 7 679 Sędzia: Kyosuke Toda |
| 19 września 200918:01 |                 | 20:3(3:0) |                 | Toyota Stadium, Toyota Widzów: 7 679 Sędzia: Kyosuke Toda |

| 19 września 200919:00 | Ricoh Black Rams | 27:21(17:11) | NEC Green Rockets | Chichibunomiya Rugby Stadium, Tokio Widzów: 5 721 Sędzia: Shinji Aida |
| 19 września 200919:00 |                  | 27:21(17:11) |                   | Chichibunomiya Rugby Stadium, Tokio Widzów: 5 721 Sędzia: Shinji Aida |

| 20 września 200913:00 | Toshiba Brave Lupus | 27:15(12:5) | Yamaha Júbilo | Tsukisamu, Sapporo Widzów: 3 100 Sędzia: Taku Otsuki |
| 20 września 200913:00 |                     | 27:15(12:5) |               | Tsukisamu, Sapporo Widzów: 3 100 Sędzia: Taku Otsuki |

| 20 września 200915:00 | Sanyo Wild Knights | 57:7(24:0) | Honda Heat | Ashikaga Sports Park, Ashikaga Widzów: 3 107 Sędzia: Kazuhito Taniguchi |
| 20 września 200915:00 |                    | 57:7(24:0) |            | Ashikaga Sports Park, Ashikaga Widzów: 3 107 Sędzia: Kazuhito Taniguchi |

| 20 września 200918:00 | Fukuoka Sanix Blues | 21:27(16:10) | Coca-Cola West Red Sparks | Global Arena, Munakata Widzów: 3 513 Sędzia: Taizō Hirabayashi |
| 20 września 200918:00 |                     | 21:27(16:10) |                           | Global Arena, Munakata Widzów: 3 513 Sędzia: Taizō Hirabayashi |

| 25 września 200919:30 | Ricoh Black Rams | 6:23(6:10) | Kobelco Steelers | Chichibunomiya Rugby Stadium, Tokio Widzów: 5 025 Sędzia: Taku Otsuki |
| 25 września 200919:30 |                  | 6:23(6:10) |                  | Chichibunomiya Rugby Stadium, Tokio Widzów: 5 025 Sędzia: Taku Otsuki |

| 26 września 200915:00 | Kintetsu Liners | 10:44(0:15) | Suntory Sungoliath | Kintetsu Hanazono Rugby Stadium, Higashiōsaka Widzów: 5 335 Sędzia: Kazuhito Taniguchi |
| 26 września 200915:00 |                 | 10:44(0:15) |                    | Kintetsu Hanazono Rugby Stadium, Higashiōsaka Widzów: 5 335 Sędzia: Kazuhito Taniguchi |

| 26 września 200917:00 | Kubota Spears | 24:35(24:19) | Fukuoka Sanix Blues | Chichibunomiya Rugby Stadium, Tokio Widzów: 4 261 Sędzia: Shuhei Kubo |
| 26 września 200917:00 |               | 24:35(24:19) |                     | Chichibunomiya Rugby Stadium, Tokio Widzów: 4 261 Sędzia: Shuhei Kubo |

| 26 września 200918:00 | Yamaha Júbilo | 25:20(18:6) | Honda Heat | Yamaha Stadium, Iwata Widzów: 4 218 Sędzia: Akihisa Aso |
| 26 września 200918:00 |               | 25:20(18:6) |            | Yamaha Stadium, Iwata Widzów: 4 218 Sędzia: Akihisa Aso |

| 26 września 200919:00 | Toshiba Brave Lupus | 8:12(8:7) | Toyota Verblitz | Chichibunomiya Rugby Stadium, Tokio Widzów: 6 069 Sędzia: Taizō Hirabayashi |
| 26 września 200919:00 |                     | 8:12(8:7) |                 | Chichibunomiya Rugby Stadium, Tokio Widzów: 6 069 Sędzia: Taizō Hirabayashi |

| 27 września 200915:00 | Sanyo Wild Knights | 33:11(17:6) | Coca-Cola West Red Sparks | Kumagaya Rugby Ground, Kumagaya Widzów: 3 471 Sędzia: Shinji Aida |
| 27 września 200915:00 |                    | 33:11(17:6) |                           | Kumagaya Rugby Ground, Kumagaya Widzów: 3 471 Sędzia: Shinji Aida |

| 27 września 200915:00 | Kyuden Voltex | 7:13(7:6) | NEC Green Rockets | Miyazaki Athletic Stadium, Miyazaki Widzów: 5 198 Sędzia: Kyosuke Toda |
| 27 września 200915:00 |               | 7:13(7:6) |                   | Miyazaki Athletic Stadium, Miyazaki Widzów: 5 198 Sędzia: Kyosuke Toda |

| 9 października 200919:33 | Suntory Sungoliath | 52:5(26:0) | Honda Heat | Chichibunomiya Rugby Stadium, Tokio Widzów: 4 270 Sędzia: Tatsuya Matsuoka |
| 9 października 200919:33 |                    | 52:5(26:0) |            | Chichibunomiya Rugby Stadium, Tokio Widzów: 4 270 Sędzia: Tatsuya Matsuoka |

| 10 października 200912:00 | Kubota Spears | 33:38(7:17) | Coca-Cola West Red Sparks | Chichibunomiya Rugby Stadium, Tokio Widzów: 4 197 Sędzia: Kazuhito Taniguchi |
| 10 października 200912:00 |               | 33:38(7:17) |                           | Chichibunomiya Rugby Stadium, Tokio Widzów: 4 197 Sędzia: Kazuhito Taniguchi |

| 10 października 200913:00 | Yamaha Júbilo | 29:29(10:3) | Kintetsu Liners | Ishikawa Kanazawa Stadium, Kanazawa Widzów: 2 403 Sędzia: Taizō Hirabayashi |
| 10 października 200913:00 |               | 29:29(10:3) |                 | Ishikawa Kanazawa Stadium, Kanazawa Widzów: 2 403 Sędzia: Taizō Hirabayashi |

| 10 października 200914:00 | Sanyo Wild Knights | 54:10(21:10) | Kyuden Voltex | Chichibunomiya Rugby Stadium, Tokio Widzów: 5 064 Sędzia: Akihisa Aso |
| 10 października 200914:00 |                    | 54:10(21:10) |               | Chichibunomiya Rugby Stadium, Tokio Widzów: 5 064 Sędzia: Akihisa Aso |

| 11 października 200912:02 | Toyota Verblitz | 56:10(14:3) | Fukuoka Sanix Blues | Kobe Universiade Memorial Stadium, Kobe Widzów: 4 147 Sędzia: Taku Otsuki |
| 11 października 200912:02 |                 | 56:10(14:3) |                     | Kobe Universiade Memorial Stadium, Kobe Widzów: 4 147 Sędzia: Taku Otsuki |

| 11 października 200914:01 | Kobelco Steelers | 27:24(10:11) | NEC Green Rockets | Kobe Universiade Memorial Stadium, Kobe Widzów: 5 155 Sędzia: Masahiro Sakuraoka |
| 11 października 200914:01 |                  | 27:24(10:11) |                   | Kobe Universiade Memorial Stadium, Kobe Widzów: 5 155 Sędzia: Masahiro Sakuraoka |

| 11 października 200914:01 | Toshiba Brave Lupus | 36:21(29:6) | Ricoh Black Rams | Morioka South Park Playing Field, Morioka Widzów: 2 882 Sędzia: Kyosuke Toda |
| 11 października 200914:01 |                     | 36:21(29:6) |                  | Morioka South Park Playing Field, Morioka Widzów: 2 882 Sędzia: Kyosuke Toda |

| 17 października 200912:02 | Suntory Sungoliath | 60:15(22:8) | Toyota Verblitz | Chichibunomiya Rugby Stadium, Tokio Widzów: 6 531 Sędzia: Akihisa Aso |
| 17 października 200912:02 |                    | 60:15(22:8) |                 | Chichibunomiya Rugby Stadium, Tokio Widzów: 6 531 Sędzia: Akihisa Aso |

| 17 października 200914:00 | Toshiba Brave Lupus | 41:12(17:0) | Kintetsu Liners | Chichibunomiya Rugby Stadium, Tokio Widzów: 7 660 Sędzia: Taku Otsuki |
| 17 października 200914:00 |                     | 41:12(17:0) |                 | Chichibunomiya Rugby Stadium, Tokio Widzów: 7 660 Sędzia: Taku Otsuki |

| 18 października 200912:00 | Ricoh Black Rams | 12:61(12:33) | Yamaha Júbilo | Kumagaya Rugby Ground, Kumagaya Widzów: 1 413 Sędzia: Kazuhito Taniguchi |
| 18 października 200912:00 |                  | 12:61(12:33) |               | Kumagaya Rugby Ground, Kumagaya Widzów: 1 413 Sędzia: Kazuhito Taniguchi |

| 18 października 200912:00 | Coca-Cola West Red Sparks | 18:13(3:7) | NEC Green Rockets | Level-5 Stadium, Fukuoka Widzów: 2 687 Sędzia: Taizō Hirabayashi |
| 18 października 200912:00 |                           | 18:13(3:7) |                   | Level-5 Stadium, Fukuoka Widzów: 2 687 Sędzia: Taizō Hirabayashi |

| 18 października 200913:00 | Fukuoka Sanix Blues | 11:50(6:24) | Sanyo Wild Knights | Global Arena, Munakata Widzów: 2 604 Sędzia: Kyosuke Toda |
| 18 października 200913:00 |                     | 11:50(6:24) |                    | Global Arena, Munakata Widzów: 2 604 Sędzia: Kyosuke Toda |

| 18 października 200914:00 | Honda Heat | 23:48(15:16) | Kubota Spears | Kumagaya Rugby Ground, Kumagaya Widzów: 2 173 Sędzia: Tadataka Yoshiura |
| 18 października 200914:00 |            | 23:48(15:16) |               | Kumagaya Rugby Ground, Kumagaya Widzów: 2 173 Sędzia: Tadataka Yoshiura |

| 18 października 200914:00 | Kyuden Voltex | 22:43(14:12) | Kobelco Steelers | Level-5 Stadium, Fukuoka Widzów: 4 054 Sędzia: Shuhei Kubo |
| 18 października 200914:00 |               | 22:43(14:12) |                  | Level-5 Stadium, Fukuoka Widzów: 4 054 Sędzia: Shuhei Kubo |

| 24 października 200912:00 | Ricoh Black Rams | 41:17(27:17) | Kyuden Voltex | Chichibunomiya Rugby Stadium, Tokio Widzów: 4 185 Sędzia: Shinsuke Shimoi |
| 24 października 200912:00 |                  | 41:17(27:17) |               | Chichibunomiya Rugby Stadium, Tokio Widzów: 4 185 Sędzia: Shinsuke Shimoi |

| 24 października 200912:01 | Yamaha Júbilo | 32:20(18:13) | Kobelco Steelers | Kintetsu Hanazono Rugby Stadium, Higashiōsaka Widzów: 4 498 Sędzia: Tatsuya Matsuoka |
| 24 października 200912:01 |               | 32:20(18:13) |                  | Kintetsu Hanazono Rugby Stadium, Higashiōsaka Widzów: 4 498 Sędzia: Tatsuya Matsuoka |

| 24 października 200913:00 | Sanyo Wild Knights | 46:19(24:5) | Toyota Verblitz | Otashi Sports Park, Ōta Widzów: 3 090 Sędzia: Akihisa Aso |
| 24 października 200913:00 |                    | 46:19(24:5) |                 | Otashi Sports Park, Ōta Widzów: 3 090 Sędzia: Akihisa Aso |

| 24 października 200913:00 | Honda Heat | 15:31(8:10) | Fukuoka Sanix Blues | Suzuka Sports Garden, Suzuka Widzów: 3 069 Sędzia: Shuhei Kubo |
| 24 października 200913:00 |            | 15:31(8:10) |                     | Suzuka Sports Garden, Suzuka Widzów: 3 069 Sędzia: Shuhei Kubo |

| 24 października 200914:04 | Suntory Sungoliath | 21:16(11:13) | Kubota Spears | Chichibunomiya Rugby Stadium, Tokio Widzów: 5 414 Sędzia: Kyosuke Toda |
| 24 października 200914:04 |                    | 21:16(11:13) |               | Chichibunomiya Rugby Stadium, Tokio Widzów: 5 414 Sędzia: Kyosuke Toda |

| 24 października 200914:00 | Kintetsu Liners | 26:24(0:17) | NEC Green Rockets | Kintetsu Hanazono Rugby Stadium, Higashiōsaka Widzów: 5 652 Sędzia: Kazuhito Taniguchi |
| 24 października 200914:00 |                 | 26:24(0:17) |                   | Kintetsu Hanazono Rugby Stadium, Higashiōsaka Widzów: 5 652 Sędzia: Kazuhito Taniguchi |

| 25 października 200914:00 | Coca-Cola West Red Sparks | 22:55(10:31) | Toshiba Brave Lupus | Coca-Cola West Hiroshima Stadium, Hiroszima Widzów: 3 047 Sędzia: Tetsuhiko Kawano |
| 25 października 200914:00 |                           | 22:55(10:31) |                     | Coca-Cola West Hiroshima Stadium, Hiroszima Widzów: 3 047 Sędzia: Tetsuhiko Kawano |

| 28 listopada 200914:00 | Sanyo Wild Knights | 50:5(22:0) | Kobelco Steelers | Chichibunomiya Rugby Stadium, Tokio Widzów: 7 822 Sędzia: Shinji Aida |
| 28 listopada 200914:00 |                    | 50:5(22:0) |                  | Chichibunomiya Rugby Stadium, Tokio Widzów: 7 822 Sędzia: Shinji Aida |

| 29 listopada 200912:00 | Toyota Verblitz | 26:0(21:0) | Kubota Spears | Kintetsu Hanazono Rugby Stadium, Higashiōsaka Widzów: 5 091 Sędzia: Kazuhito Taniguchi |
| 29 listopada 200912:00 |                 | 26:0(21:0) |               | Kintetsu Hanazono Rugby Stadium, Higashiōsaka Widzów: 5 091 Sędzia: Kazuhito Taniguchi |

| 29 listopada 200912:00 | Fukuoka Sanix Blues | 22:33(15:14) | Toshiba Brave Lupus | Kagoshima Kamoike Stadium, Kagoshima Widzów: 1 802 Sędzia: Shuhei Kubo |
| 29 listopada 200912:00 |                     | 22:33(15:14) |                     | Kagoshima Kamoike Stadium, Kagoshima Widzów: 1 802 Sędzia: Shuhei Kubo |

| 29 listopada 200913:01 | NEC Green Rockets | 15:41(3:17) | Suntory Sungoliath | Kashiwanoha Park Stadium, Kashiwa Widzów: 3 735 Sędzia: Tadataka Yoshiura |
| 29 listopada 200913:01 |                   | 15:41(3:17) |                    | Kashiwanoha Park Stadium, Kashiwa Widzów: 3 735 Sędzia: Tadataka Yoshiura |

| 29 listopada 200913:01 | Yamaha Júbilo | 32:13(20:6) | Coca-Cola West Red Sparks | Momotaro Stadium, Okayama Widzów: 1 953 Sędzia: Tatsuya Matsuoka |
| 29 listopada 200913:01 |               | 32:13(20:6) |                           | Momotaro Stadium, Okayama Widzów: 1 953 Sędzia: Tatsuya Matsuoka |

| 29 listopada 200914:03 | Kintetsu Liners | 19:25(7:15) | Ricoh Black Rams | Kintetsu Hanazono Rugby Stadium, Higashiōsaka Widzów: 6 512 Sędzia: Akihisa Aso |
| 29 listopada 200914:03 |                 | 19:25(7:15) |                  | Kintetsu Hanazono Rugby Stadium, Higashiōsaka Widzów: 6 512 Sędzia: Akihisa Aso |

| 29 listopada 200914:00 | Kyuden Voltex | 25:39(10:15) | Honda Heat | Kagoshima Kamoike Stadium, Kagoshima Widzów: 4 019 Sędzia: Kyosuke Toda |
| 29 listopada 200914:00 |               | 25:39(10:15) |            | Kagoshima Kamoike Stadium, Kagoshima Widzów: 4 019 Sędzia: Kyosuke Toda |

| 5 grudnia 200913:00 | Toyota Verblitz | 6:3(0:3) | NEC Green Rockets | Mizuho Rugby Stadium, Nagoja Widzów: 3 263 Sędzia: Tatsuya Matsuoka |
| 5 grudnia 200913:00 |                 | 6:3(0:3) |                   | Mizuho Rugby Stadium, Nagoja Widzów: 3 263 Sędzia: Tatsuya Matsuoka |

| 5 grudnia 200913:00 | Coca-Cola West Red Sparks | 29:22(16:17) | Ricoh Black Rams | Honjō Athletic Stadium, Kitakyūshū Widzów: 2 213 Sędzia: Shinji Aida |
| 5 grudnia 200913:00 |                           | 29:22(16:17) |                  | Honjō Athletic Stadium, Kitakyūshū Widzów: 2 213 Sędzia: Shinji Aida |

| 6 grudnia 200912:01 | Honda Heat | 19:45(14:21) | Toshiba Brave Lupus | Kintetsu Hanazono Rugby Stadium, Higashiōsaka Widzów: 4 878 Sędzia: Akihisa Aso |
| 6 grudnia 200912:01 |            | 19:45(14:21) |                     | Kintetsu Hanazono Rugby Stadium, Higashiōsaka Widzów: 4 878 Sędzia: Akihisa Aso |

| 6 grudnia 200912:00 | Kyuden Voltex | 19:21(12:14) | Yamaha Júbilo | KKWing Stadium, Kumamoto Widzów: 3 829 Sędzia: Nobutaka Makino |
| 6 grudnia 200912:00 |               | 19:21(12:14) |               | KKWing Stadium, Kumamoto Widzów: 3 829 Sędzia: Nobutaka Makino |

| 6 grudnia 200913:01 | Kubota Spears | 28:55(0:43) | Sanyo Wild Knights | Ehime Prefectural Sports Park Stadium, Matsuyama Widzów: 2 070 Sędzia: Shuhei Kubo |
| 6 grudnia 200913:01 |               | 28:55(0:43) |                    | Ehime Prefectural Sports Park Stadium, Matsuyama Widzów: 2 070 Sędzia: Shuhei Kubo |

| 6 grudnia 200914:05 | Kintetsu Liners | 13:26(6:7) | Kobelco Steelers | Kintetsu Hanazono Rugby Stadium, Higashiōsaka Widzów: 6 438 Sędzia: Kyosuke Toda |
| 6 grudnia 200914:05 |                 | 13:26(6:7) |                  | Kintetsu Hanazono Rugby Stadium, Higashiōsaka Widzów: 6 438 Sędzia: Kyosuke Toda |

| 6 grudnia 200914:00 | Fukuoka Sanix Blues | 17:46(12:20) | Suntory Sungoliath | KKWing Stadium, Kumamoto Widzów: 4 082 Sędzia: Kazuhito Taniguchi |
| 6 grudnia 200914:00 |                     | 17:46(12:20) |                    | KKWing Stadium, Kumamoto Widzów: 4 082 Sędzia: Kazuhito Taniguchi |

| 12 grudnia 200912:00 | Yamaha Júbilo | 22:29(10:17) | Fukuoka Sanix Blues | Kintetsu Hanazono Rugby Stadium, Higashiōsaka Widzów: 2 329 Sędzia: Taku Otsuki |
| 12 grudnia 200912:00 |               | 22:29(10:17) |                     | Kintetsu Hanazono Rugby Stadium, Higashiōsaka Widzów: 2 329 Sędzia: Taku Otsuki |

| 12 grudnia 200914:00 | Kintetsu Liners | 15:14(5:14) | Honda Heat | Kintetsu Hanazono Rugby Stadium, Higashiōsaka Widzów: 3 658 Sędzia: Shinji Aida |
| 12 grudnia 200914:00 |                 | 15:14(5:14) |            | Kintetsu Hanazono Rugby Stadium, Higashiōsaka Widzów: 3 658 Sędzia: Shinji Aida |

| 12 grudnia 200914:01 | Toshiba Brave Lupus | 37:19(5:16) | Kubota Spears | Chichibunomiya Rugby Stadium, Tokio Widzów: 4 272 Sędzia: Tetsuhiko Kawano |
| 12 grudnia 200914:01 |                     | 37:19(5:16) |               | Chichibunomiya Rugby Stadium, Tokio Widzów: 4 272 Sędzia: Tetsuhiko Kawano |

| 12 grudnia 200914:05 | Suntory Sungoliath | 38:22(18:17) | Ricoh Black Rams | Kose Sports Park Stadium, Kōfu Widzów: 4 863 Sędzia: Masahiro Sakuraoka |
| 12 grudnia 200914:05 |                    | 38:22(18:17) |                  | Kose Sports Park Stadium, Kōfu Widzów: 4 863 Sędzia: Masahiro Sakuraoka |

| 13 grudnia 200913:00 | NEC Green Rockets | 5:22(0:19) | Sanyo Wild Knights | Mito Municipal Stadium, Mito Widzów: 2 948 Sędzia: Kyosuke Toda |
| 13 grudnia 200913:00 |                   | 5:22(0:19) |                    | Mito Municipal Stadium, Mito Widzów: 2 948 Sędzia: Kyosuke Toda |

| 13 grudnia 200913:02 | Kobelco Steelers | 17:23(12:20) | Toyota Verblitz | Home's Stadium Kobe, Kobe Widzów: 6 371 Sędzia: Akihisa Aso |
| 13 grudnia 200913:02 |                  | 17:23(12:20) |                 | Home's Stadium Kobe, Kobe Widzów: 6 371 Sędzia: Akihisa Aso |

| 13 grudnia 200913:00 | Coca-Cola West Red Sparks | 35:24(14:10) | Kyuden Voltex | Tosu Stadium, Tosu Widzów: 3 295 Sędzia: Kazuhito Taniguchi |
| 13 grudnia 200913:00 |                           | 35:24(14:10) |               | Tosu Stadium, Tosu Widzów: 3 295 Sędzia: Kazuhito Taniguchi |

| 19 grudnia 200912:00 | NEC Green Rockets | 33:14(7:7) | Fukuoka Sanix Blues | Chichibunomiya Rugby Stadium, Tokio Widzów: 3 534 Sędzia: Kazuhito Taniguchi |
| 19 grudnia 200912:00 |                   | 33:14(7:7) |                     | Chichibunomiya Rugby Stadium, Tokio Widzów: 3 534 Sędzia: Kazuhito Taniguchi |

| 19 grudnia 200913:00 | Yamaha Júbilo | 13:51(6:20) | Suntory Sungoliath | Yamaha Stadium, Iwata Widzów: 5 505 Sędzia: Kyosuke Toda |
| 19 grudnia 200913:00 |               | 13:51(6:20) |                    | Yamaha Stadium, Iwata Widzów: 5 505 Sędzia: Kyosuke Toda |

| 19 grudnia 200913:00 | Toyota Verblitz | 47:21(26:0) | Coca-Cola West Red Sparks | Ojiyama Stadium, Ōtsu Widzów: 2 331 Sędzia: Taizō Hirabayashi |
| 19 grudnia 200913:00 |                 | 47:21(26:0) |                           | Ojiyama Stadium, Ōtsu Widzów: 2 331 Sędzia: Taizō Hirabayashi |

| 19 grudnia 200913:00 | Kyuden Voltex | 12:33(5:26) | Toshiba Brave Lupus | Level-5 Stadium, Fukuoka Widzów: 1 667 Sędzia: Shinji Aida |
| 19 grudnia 200913:00 |               | 12:33(5:26) |                     | Level-5 Stadium, Fukuoka Widzów: 1 667 Sędzia: Shinji Aida |

| 19 grudnia 200914:00 | Kubota Spears | 24:20(21:10) | Ricoh Black Rams | Chichibunomiya Rugby Stadium, Tokio Widzów: 5 047 Sędzia: Anthony Lothian |
| 19 grudnia 200914:00 |               | 24:20(21:10) |                  | Chichibunomiya Rugby Stadium, Tokio Widzów: 5 047 Sędzia: Anthony Lothian |

| 19 grudnia 200914:01 | Kintetsu Liners | 8:41(3:13) | Sanyo Wild Knights | Kintetsu Hanazono Rugby Stadium, Higashiōsaka Widzów: 2 992 Sędzia: Akihisa Aso |
| 19 grudnia 200914:01 |                 | 8:41(3:13) |                    | Kintetsu Hanazono Rugby Stadium, Higashiōsaka Widzów: 2 992 Sędzia: Akihisa Aso |

| 20 grudnia 200913:00 | Honda Heat | 22:28(5:21) | Kobelco Steelers | Kagawa Prefectural Sports Park, Takamatsu Widzów: 3 050 Sędzia: Taku Otsuki |
| 20 grudnia 200913:00 |            | 22:28(5:21) |                  | Kagawa Prefectural Sports Park, Takamatsu Widzów: 3 050 Sędzia: Taku Otsuki |

| 26 grudnia 200913:00 | Sanyo Wild Knights | 42:15(22:8) | Yamaha Júbilo | Otashi Sports Park, Ōta Widzów: 2 772 Sędzia: Shuhei Kubo |
| 26 grudnia 200913:00 |                    | 42:15(22:8) |               | Otashi Sports Park, Ōta Widzów: 2 772 Sędzia: Shuhei Kubo |

| 26 grudnia 200913:03 | Toshiba Brave Lupus | 22:59(10:39) | Suntory Sungoliath | Ajinomoto Stadium, Chōfu Widzów: 7 096 Sędzia: Akihisa Aso |
| 26 grudnia 200913:03 |                     | 22:59(10:39) |                    | Ajinomoto Stadium, Chōfu Widzów: 7 096 Sędzia: Akihisa Aso |

| 26 grudnia 200913:00 | Honda Heat | 17:27(10:24) | NEC Green Rockets | Mizuho Rugby Stadium, Nagoja Widzów: 1 265 Sędzia: Taku Otsuki |
| 26 grudnia 200913:00 |            | 17:27(10:24) |                   | Mizuho Rugby Stadium, Nagoja Widzów: 1 265 Sędzia: Taku Otsuki |

| 27 grudnia 200912:00 | Kubota Spears | 18:23(10:10) | Kintetsu Liners | Home's Stadium Kobe, Kobe Widzów: 5 105 Sędzia: Nobutaka Makino |
| 27 grudnia 200912:00 |               | 18:23(10:10) |                 | Home's Stadium Kobe, Kobe Widzów: 5 105 Sędzia: Nobutaka Makino |

| 27 grudnia 200912:00 | Fukuoka Sanix Blues | 43:21(12:0) | Ricoh Black Rams | Level-5 Stadium, Fukuoka Widzów: 2 454 Sędzia: Taizō Hirabayashi |
| 27 grudnia 200912:00 |                     | 43:21(12:0) |                  | Level-5 Stadium, Fukuoka Widzów: 2 454 Sędzia: Taizō Hirabayashi |

| 27 grudnia 200914:00 | Kyuden Voltex | 14:55(0:27) | Toyota Verblitz | Level-5 Stadium, Fukuoka Widzów: 2 974 Sędzia: Kazuhito Taniguchi |
| 27 grudnia 200914:00 |               | 14:55(0:27) |                 | Level-5 Stadium, Fukuoka Widzów: 2 974 Sędzia: Kazuhito Taniguchi |

| 27 grudnia 200914:00 | Kobelco Steelers | 70:10(42:5) | Coca-Cola West Red Sparks | Home's Stadium Kobe, Kobe Widzów: 6 501 Sędzia: Shinji Aida |
| 27 grudnia 200914:00 |                  | 70:10(42:5) |                           | Home's Stadium Kobe, Kobe Widzów: 6 501 Sędzia: Shinji Aida |

| 9 stycznia 201012:01 | NEC Green Rockets | 29:17(19:0) | Yamaha Júbilo | Chichibunomiya Rugby Stadium, Tokio Widzów: 9 693 Sędzia: Akihisa Aso |
| 9 stycznia 201012:01 |                   | 29:17(19:0) |               | Chichibunomiya Rugby Stadium, Tokio Widzów: 9 693 Sędzia: Akihisa Aso |

| 9 stycznia 201012:00 | Coca-Cola West Red Sparks | 43:40(17:33) | Honda Heat | Level-5 Stadium, Fukuoka Widzów: 3 036 Sędzia: Tatsuya Matsuoka |
| 9 stycznia 201012:00 |                           | 43:40(17:33) |            | Level-5 Stadium, Fukuoka Widzów: 3 036 Sędzia: Tatsuya Matsuoka |

| 9 stycznia 201012:00 | Toyota Verblitz | 52:0(28:0) | Ricoh Black Rams | Kintetsu Hanazono Rugby Stadium, Higashiōsaka Widzów: 3 271 Sędzia: Shuhei Kubo |
| 9 stycznia 201012:00 |                 | 52:0(28:0) |                  | Kintetsu Hanazono Rugby Stadium, Higashiōsaka Widzów: 3 271 Sędzia: Shuhei Kubo |

| 9 stycznia 201014:02 | Suntory Sungoliath | 16:16(6:13) | Sanyo Wild Knights | Chichibunomiya Rugby Stadium, Tokio Widzów: 12 587 Sędzia: Kyosuke Toda |
| 9 stycznia 201014:02 |                    | 16:16(6:13) |                    | Chichibunomiya Rugby Stadium, Tokio Widzów: 12 587 Sędzia: Kyosuke Toda |

| 9 stycznia 201014:00 | Kintetsu Liners | 17:44(3:15) | Fukuoka Sanix Blues | Kintetsu Hanazono Rugby Stadium, Higashiōsaka Widzów: 4 772 Sędzia: Kazuhito Taniguchi |
| 9 stycznia 201014:00 |                 | 17:44(3:15) |                     | Kintetsu Hanazono Rugby Stadium, Higashiōsaka Widzów: 4 772 Sędzia: Kazuhito Taniguchi |

| 9 stycznia 201014:00 | Kyuden Voltex | 24:40(17:21) | Kubota Spears | Level-5 Stadium, Fukuoka Widzów: 4 114 Sędzia: Shinsuke Shimoi |
| 9 stycznia 201014:00 |               | 24:40(17:21) |               | Level-5 Stadium, Fukuoka Widzów: 4 114 Sędzia: Shinsuke Shimoi |

| 9 stycznia 201014:00 | Kobelco Steelers | 33:52(7:31) | Toshiba Brave Lupus | Home's Stadium Kobe, Kobe Widzów: 5 729 Sędzia: Masahiro Sakuraoka |
| 9 stycznia 201014:00 |                  | 33:52(7:31) |                     | Home's Stadium Kobe, Kobe Widzów: 5 729 Sędzia: Masahiro Sakuraoka |

## Play-off
|  |                     |                     |                     |                     |   |                    |                    |       |
|  | Półfinał            | Półfinał            | Półfinał            |                     |   | Finał              | Finał              | Finał |
|  | Półfinał            | Półfinał            | Półfinał            |                     |   | Finał              | Finał              | Finał |
|  | 24 stycznia 2010    |                     |                     |                     |   |                    |                    |       |
|  |                     |                     |                     |                     |   |                    |                    |       |
|  | Sanyo Wild Knights  | Sanyo Wild Knights  | 25                  |                     |   |                    |                    |       |
|  | Sanyo Wild Knights  | Sanyo Wild Knights  | 25                  | 31 stycznia 2010    |   |                    |                    |       |
|  | Toyota Verblitz     | Toyota Verblitz     | 21                  |                     |   |                    |                    |       |
|  | Toyota Verblitz     | Toyota Verblitz     | 21                  |                     |   | Sanyo Wild Knights | Sanyo Wild Knights | 0     |
|  | 24 stycznia 2010    |                     |                     |                     |   | Sanyo Wild Knights | Sanyo Wild Knights | 0     |
|  |                     |                     | Toshiba Brave Lupus | Toshiba Brave Lupus | 6 |                    |                    |       |
|  | Toshiba Brave Lupus | Toshiba Brave Lupus | Toshiba Brave Lupus | Toshiba Brave Lupus | 6 | 35                 |                    |       |
|  | Toshiba Brave Lupus | Toshiba Brave Lupus |                     |                     |   |                    |                    |       |
|  | Suntory Sungoliath  | Suntory Sungoliath  | 24                  |                     |   |                    |                    |       |
|  | Suntory Sungoliath  | Suntory Sungoliath  | 24                  |                     |   |                    |                    |       |

| 24 stycznia 201014:00 | Sanyo Wild Knights | 25:21(13:9) | Toyota Verblitz | Kintetsu Hanazono Rugby Stadium, Higashiōsaka Widzów: 6 120 Sędzia: Kazuhito Taniguchi |
| 24 stycznia 201014:00 |                    | 25:21(13:9) |                 | Kintetsu Hanazono Rugby Stadium, Higashiōsaka Widzów: 6 120 Sędzia: Kazuhito Taniguchi |

| 24 stycznia 201014:00 | Toshiba Brave Lupus | 35:24(7:21) | Suntory Sungoliath | Chichibunomiya Rugby Stadium, Tokio Widzów: 9 741 Sędzia: Taizō Hirabayashi |
| 24 stycznia 201014:00 |                     | 35:24(7:21) |                    | Chichibunomiya Rugby Stadium, Tokio Widzów: 9 741 Sędzia: Taizō Hirabayashi |

| 31 stycznia 201014:00 | Sanyo Wild Knights | 0:6(0:6) | Toshiba Brave Lupus | Chichibunomiya Rugby Stadium, Tokio Widzów: 18 004 Sędzia: Shinji Aida |
| 31 stycznia 201014:00 |                    | 0:6(0:6) |                     | Chichibunomiya Rugby Stadium, Tokio Widzów: 18 004 Sędzia: Shinji Aida |

## Baraże

### Challenge 2
| 16 stycznia 201014:30 | Mazda Blue Zoomers | 0:43(0:7) | NTT Shining Arcs | Coca-Cola West Hiroshima Stadium, Hiroszima Sędzia: Ritsu Suzuki |
| 16 stycznia 201014:30 |                    | 0:43(0:7) |                  | Coca-Cola West Hiroshima Stadium, Hiroszima Sędzia: Ritsu Suzuki |

| 23 stycznia 201013:59 | Toyota Industries Shuttles | 55:0(17:0) | Mazda Blue Zoomers | Kintetsu Hanazono Rugby Stadium, Higashiōsaka Widzów: 2 273 Sędzia: Manabu Horie |
| 23 stycznia 201013:59 |                            | 55:0(17:0) |                    | Kintetsu Hanazono Rugby Stadium, Higashiōsaka Widzów: 2 273 Sędzia: Manabu Horie |

| 30 stycznia 201014:00 | NTT Shining Arcs | 38:35(17:7) | Toyota Industries Shuttles | Chichibunomiya Rugby Stadium, Tokio Widzów: 5 893 Sędzia: Masahiro Sakuraoka |
| 30 stycznia 201014:00 |                  | 38:35(17:7) |                            | Chichibunomiya Rugby Stadium, Tokio Widzów: 5 893 Sędzia: Masahiro Sakuraoka |

Bezpośrednio do Top League awansowały zespoły NTT Shining Arcs i Toyota Industries Shuttles, drużyna Mazda Blue Zoomers zyskała prawo gry w barażu z dwunastym zespołem obecnego sezonu.

### Challenge 1
| 16 stycznia 201012:30 | Chugoku Electric Power | 17:81(10:40) | Yokogawa Musashino Atlastars | Coca-Cola West Hiroshima Stadium, Hiroszima Sędzia: Tomoyuki Matsugu |
| 16 stycznia 201012:30 |                        | 17:81(10:40) |                              | Coca-Cola West Hiroshima Stadium, Hiroszima Sędzia: Tomoyuki Matsugu |

| 23 stycznia 201012:00 | NTT Docomo Red Hurricanes | 137:0(59:0) | Chugoku Electric Power | Kintetsu Hanazono Rugby Stadium, Higashiōsaka Widzów: 1 463 Sędzia: Hiroki Shimomura |
| 23 stycznia 201012:00 |                           | 137:0(59:0) |                        | Kintetsu Hanazono Rugby Stadium, Higashiōsaka Widzów: 1 463 Sędzia: Hiroki Shimomura |

| 30 stycznia 201012:01 | Yokogawa Musashino Atlastars | 29:23(7:16) | NTT Docomo Red Hurricanes | Chichibunomiya Rugby Stadium, Tokio Widzów: 2 840 Sędzia: Yuji Hosomomi |
| 30 stycznia 201012:01 |                              | 29:23(7:16) |                           | Chichibunomiya Rugby Stadium, Tokio Widzów: 2 840 Sędzia: Yuji Hosomomi |

Drużyna Atlastars zyskała prawo gry w barażu z jedenastym zespołem obecnego sezonu.

### Baraże
| 13 lutego 201013:01 | Kintetsu Liners | 28:8(21:3) | Yokogawa Musashino Atlastars | Kintetsu Hanazono Rugby Stadium, Higashiōsaka Widzów: 2 811 Sędzia: Kyosuke Toda |
| 13 lutego 201013:01 |                 | 28:8(21:3) |                              | Kintetsu Hanazono Rugby Stadium, Higashiōsaka Widzów: 2 811 Sędzia: Kyosuke Toda |

| 13 lutego 201014:00 | Ricoh Black Rams | 59:12(19:7) | Mazda Blue Zoomers | Chichibunomiya Rugby Stadium, Tokio Widzów: 1 168 Sędzia: Tatsuya Matsuoka |
| 13 lutego 201014:00 |                  | 59:12(19:7) |                    | Chichibunomiya Rugby Stadium, Tokio Widzów: 1 168 Sędzia: Tatsuya Matsuoka |

Obydwa walczące o utrzymanie zespoły obroniły swoje miejsce w najwyższej klasie rozgrywkowej.

## Wyróżnienia indywidualne

### Najlepsza piętnastka sezonu
| Poz. |  | Zawodnik           |
| ---- |  | ------------------ |
| F    |  | Naoki Kawamata     |
| M    |  | Shōta Horie        |
| F    |  | Kensuke Hatakeyama |
| Wsp  |  | Hitoshi Ono        |
| Wsp  |  | Shinya Makabe      |
| R    |  | Steven Bates       |
| R    |  | You Young Nam      |
| WM   |  | Takashi Kikutani   |

| Poz. |  | Zawodnik          |
| ---- |  | ----------------- |
| ŁM   |  | George Gregan     |
| ŁA   |  | David Hill        |
| S    |  | Tomoki Kitagawa   |
| Ś    |  | Hirotoki Onozawa  |
| Ś    |  | Ryan Nicholas     |
| S    |  | Seiichi Shimomura |
| O    |  | Atsushi Tanabe    |

### Najlepiej punktujący
| Punkty | Nazwisko       | Drużyna                   | Przyłożenia | Podwyższenia | Karne | Dropgole |
| ------ | -------------- | ------------------------- | ----------- | ------------ | ----- | -------- |
| 191    | Atsushi Tanabe | Sanyo Wild Knights        | 4           | 48           | 25    | 0        |
| 173    | Ryan Nicholas  | Suntory Sungoliath        | 6           | 46           | 17    | 0        |
| 150    | Shaun Webb     | Coca-Cola West Red Sparks | 8           | 25           | 20    | 0        |
| 135    | Shane Drahm    | Kubota Spears             | 2           | 28           | 16    | 7        |
| 122    | David Hill     | Toshiba Brave Lupus       | 4           | 39           | 8     | 0        |
| 111    | Ayumu Gorōmaru | Yamaha Júbilo             | 0           | 27           | 19    | 0        |

| Poz. | Nazwisko          | Drużyna             | Przyłożenia |
| ---- | ----------------- | ------------------- | ----------- |
| 1    | Hirotoki Onozawa  | Suntory Sungoliath  | 14          |
| 2    | Tomoki Kitagawa   | Sanyo Wild Knights  | 13          |
| 3    | Go Aruga          | Suntory Sungoliath  | 10          |
| =    | Yasunori Nagatomo | Suntory Sungoliath  | 10          |
| =    | Steven Bates      | Toshiba Brave Lupus | 10          |
| =    | Toshiaki Hirose   | Toshiba Brave Lupus | 10          |

### Pozostałe nagrody
- MVP ligi – Hitoshi Ono
- MVP play-off – Goshi Tachikawa
- nowicjusz ligi – Shinya Makabe
- najlepszy sędzia – Aida Shinji